# Louis-Bernard Koch
Pour les articles homonymes, voir Koch.
Louis-Bernard Koch, né le 17 décembre 1958 à Liège, est un historien et scénariste de bande dessinée belge.

## Biographie
Louis-Bernard Koch naît le 17 décembre 1958 à Liège, issu d'une famille de musiciens : son grand-père Henri Koch, son oncle Emmanuel Koch (1930-2005) et son père, Louis Koch (1934-2019), professeurs au Conservatoire Royal.
Après des études musicales au conservatoire, un diplôme d'historien et une agrégation en philosophie et lettres à l'Université de Liège, il enseigne au conservatoire de Verviers et à l'académie de Malmédy. Puis, en 1981, il devient professeur de latin et d'histoire au Centre scolaire Saint-François-Xavier de Verviers. 
Sa phrase préférée : « La classe est un espace de sécurité où vous pouvez vous exprimer sans craindre ».
Il collabore à l'Académie royale de langue et de littérature françaises de Belgique pour la Biographie Nationale, il rédige plusieurs publications scientifiques et des articles pour diverses revues dont Historia et Rotary Contact.
L'auteur recueille documents et témoignages inédits et propose des faits réels et le cadre de vie authentique du personnage dont il réalise la biographie. Il est par ailleurs désireux de promouvoir l'entente entre les peuples et l'ouverture à d'autres cultures, il tente par delà de faire découvrir des hommes et des femmes pénétrés des valeurs d'humanisme universel.
Ancien scout, il découvre la personnalité de Guy de Larigaudie et décide d'écrire sa biographie en 1999, et il entame ainsi une longue coopération avec la collection « Le vent de l'Histoire » des Éditions du Triomphe. il enchaîne avec Avec Jean-Paul II (3 tomes de 2002 à 2008), il intercale Avec Lyautey, de Nancy à Rabat, un album consacré à Lyautey, le fondateur du Maroc moderne en 2007, La Route de l'Indépendance … de Versailles à Yorktown (2009), Avec Saint Louis (2010), Césaire d'Arles et Sainte Geneviève - Protectrice de la cité (2013), Avec Benoît XVI et le pape François (2014), Le Bon Père Frédéric, messager de Dieu de la Flandre au Québec (2016) et Monseigneur Vladimir Ghika, Vagabond Apostolique en 2020 et qui lui vaut le prix européen Gabriel 2021.

## Œuvres

### Albums
- Avec Guy de Larigaudie - Sur les chemins de l'aventure, scénario de Guy Lehideux et Louis-Bernard Koch, dessins de Charlie Kiéfer, Éditions du Triomphe, coll. « Le Vent de l'Histoire », 1999  (ISBN 2-84378-053-5)

- Avec Lyautey, de Nancy à Rabat, scénario de Louis-Bernard Koch, dessins de Philippe Cenci, Éditions du Triomphe, coll. « Le vent de l'Histoire », 2007  (ISBN 2-84378-292-9)

- Avec Saint Louis, scénario de Louis-Bernard Koch, dessins de Christian Goux, Éditions du Triomphe, coll. « Le Vent de l'Histoire », 2010  (ISBN 978-2-84378-383-8)
- Avec Vauban, scénario de Louis-Bernard Koch, dessins de Malik, Éditions du Triomphe, coll. « Le Vent de l'Histoire », 2010  (ISBN 978-2-84378-382-1)

### Publications scientifiques universitaires
- L'Industrie drapière verviétoise et le débouché américain au XIXe siècle[7], Université de Liège, 1981.
- Le Député Pierre Lys, dans Bulletin de la Société d'histoire et d'archéologie du Plateau de Herve, Verviers, 1982.
- Pierre Lys, dans Nouvelle Biographie nationale de Belgique, T. I, Bruxelles, 1988.
- Histoire des tarifs douaniers américains de 1780 à 1875[8], Bruxelles, 1985.
- Le Château de Bouillon dans la chronique de Gislebert de Mons, Liège, 1986.
- De la pension Constant à l'hôtel-restaurant Ô Mal-Aimé[9],[10],[11], Éditions Irezumi, Andrimont

### Principales collaborations
- Revue de la Société d'histoire et d'archéologie du plateau de Herve[8], no 44, décembre 1982.
- 1937, Paris-Saïgon en auto dans Historia, no 637, Paris, janvier 2000.
- Sur les pas de Édouard Poppe dans IEV, no 158, février 2000.
- Guy de Larigaudie, legendarische voortekker, onze geschiedenis, dans Azimut 360, no 43, avril 2000.
- Salonul International al Benzii Desenate A X-A Editie BD Constanta 2001, Ed. POL Media, Bucarest, 2001.
- Paris-Saïgon, Guy de Larigaudie dans Rotary Contact, no 217, mars 2001.

## Prix et récompenses
- 2014 :  prix européen Gabriel 2014 pour Césaire d'Arles avec Christian Goux et Marie-José Delage[5] ;
- 2015 :  prix européen Gabriel 2015 pour les deux premiers tome de Avec Jean-Paul II : Karol Wojtyla, de Cracovie à Rome et L'Infatigable pèlerin avec Guy Lehideux et Dominique Bar[5] ;
- 2021 :  prix européen Gabriel 2021 pour Monseigneur Vladimir Ghika, Vagabond Apostolique avec Gaëtan Evrard[5].

#### Livres
: document utilisé comme source pour la rédaction de cet article.
- Jacques Fiérain, La BD dans les provinces de Liège, Namur et Luxembourg, Charleroi, Éd. l'Âge d'or, 2004, 112 p., ill. ; 31 cm (ISBN 9782960019698, OCLC 470388297, présentation en ligne), p. 58. .
- Philippe Mellot, Michel Denni, Laurent Turpin et Isabelle Morzadec, Trésors de la bande dessinée : BDM 2023-2024 - Catalogue encyclopédique & Argus, Paris, Les Arènes, novembre 2022, 1677 p., ill. ; 23 cm (ISBN 9791037507280, OCLC 1351462460, présentation en ligne), p. 109, 199, 259, 857, 1097, 1107. .

### Émission de télévision
- L'histoire de la pension Constant par Louis-Bernard Koch sur Vedia, présentation : Anne-Françoise Biet (4 min 42 s), 27 janvier 2021.